# Епархия Фада-Нгурма
Епархия Фада-Нгурма (лат. Dioecesis Fada Ngurmaensis) — епархия Римско-Католической Церкви c центром в городе Фада-Нгурма, Буркина-Фасо. Епархия Фада-Нгурма  входит в архиепархию Купела.

## История
12 февраля 1959 года Римский папа Иоанн XXIII учредил буллой Quamquam cotidie апостольскую префектуру Фада-Нгурма, выделив её из апостольской префектуры Ниамей (сегодня — архиепархия Ниамей). 
16 июня 1964 года Римский папа Павел VI преобразовал буллой Quod sanctissimum апостольскую префектуру Фада-Нгурма в епархию. 
20 ноября 2004 года епархия Фада-Нгурма передала часть своей территории новой епархии Дори.
11 февраля 2012 года епархия Фада-Нгурма передала часть своей территории новой епархии Тенкодого.

## Ординарии епархии
- епископ Alphonse Chantoux (29.05.1959 — 16.06.1964)
- епископ Marcel Pierre Marie Chauvin (16.06.1964 — 15.06.1979)
- епископ Jean-Marie Untaani Compaoré (15.06.1979 — 10.06.1995)
- епископ Paul Yemboaro Ouédraogo (24.01.1997 — 13.11.2010);
- епископ Pierre Claver Malgo (11.02.2012 — по настоящее время).

## Источник
- Annuario Pontificio, Ватикан, 2007
- Булла Quamquam cotidie  (лат.)
- Булла Quod sanctissimum  (лат.)